# Thứ Tư
Thứ Tư là một ngày trong tuần nằm giữa thứ Ba và thứ Năm. Thứ Tư trong một số tiếng phương Tây được lấy tên từ Sao Thủy.
Tiếng Việt chịu ảnh hưởng từ tiếng Bồ Đào Nha vốn gọi ngày này trong tuần là quarta-feira, nghĩa là "ngày lễ thứ tư". Một số ngôn ngữ khác như tiếng Ả Rập, tiếng Hy Lạp, tiếng Do Thái, tiếng Thổ Nhĩ Kỳ cũng gọi ngày trong tuần theo thứ tự đó.
Trong Tiếng Trung, ngày này được gọi là Tinh kỳ tam (chữ hán: 星期三) nghĩa là kỳ sao thứ ba. Trong tiếng Nhật và tiếng Hàn, ngày này được gọi là Thủy Diệu Nhật (Kanji/Hanja: 水曜日, Kana: すいようび - sui yōbi, Hangeul: 수요일 - su yo il), nghĩa là "ngày Thủy Diệu" hay "ngày Sao Thủy".